# 中华人民共和国国家重点公园列表
中华人民共和国的国家重点公园，是指具有重要影响和较高价值，且在全国有典型性、示范性或代表性的公园，由中华人民共和国住房和城乡建设部批准及公布。
具备下列条件的公园，可以申报国家重点公园——
- 符合城市人民政府公园建设与发展规划；
- 权属清楚，无权属争议；
- 机构健全、制度完善、管理规范良好；
- 符合下列标准之一：
  - 园林历史悠久，代表一定时代的优秀园林作品，具有较高的历史价值；
  - 利用自然条件和人文条件，因地制宜建造公园，展现中国风景园林的设计艺术，具有较高的艺术价值；
  - 公园的人文景观与中国的历史文化、重大历史事件、重要历史人物等相联系，具有重要的文化价值；
  - 在濒危动植物研究和保护、科普教育、生物多样性宣传等方面，具有重要的研究和保护价值；
  - 公园内历史遗存、动植物资源丰富，自然地质独特，具有重要的保护价值。

迄今全国共有63个国家重点公园。

## 国家重点公园列表
- 北京市
  - 颐和园
  - 天坛公园
  - 北海公园
  - 北京动物园
  - 北京植物园
  - 中山公园
  - 景山公园
  - 香山公园
  - 紫竹院公园
  - 陶然亭公园

- 河北省
  - 邯郸市丛台公园

- 山西省
  - 新绛县绛守居园池公园
  - 太原市碑林公园

- 辽宁省
  - 沈阳市东陵公园
  - 沈阳市北陵公园

- 吉林省
  - 长春世界雕塑公园

- 江苏省
  - 苏州市拙政园
  - 苏州市留园
  - 苏州市网师园
  - 苏州市环秀山庄
  - 苏州市狮子林
  - 苏州市艺圃
  - 苏州市耦园
  - 苏州市退思园
  - 苏州市沧浪亭
  - 扬州市个园
  - 扬州市何园
  - 苏州市虎丘山
  - 扬州市瘦西湖公园
  - 常州市红梅公园
  - 南京市玄武湖公园
  - 无锡市梅园
  - 无锡市锡惠公园
  - 镇江市金山公园

- 浙江省
  - 衢州市府山公园
  - 湖州市莲花庄公园

- 安徽省
  - 合肥市环城公园

- 福建省
  - 厦门市园林植物园
  - 厦门园林博览苑
  - 厦门市中山公园
  - 福州市罗星塔公园
  - 泉州市东湖公园
  - 厦门市白鹭洲公园

- 江西省
  - 九江市南湖公园

- 山东省
  - 济南市趵突泉公园
  - 济南市大明湖

- 河南省
  - 郑州市碧沙岗公园
  - 郑州市人民公园

- 湖北省
  - 武汉市中山公园
  - 武汉市黄鹤楼公园
  - 武汉市解放公园

- 湖南省
  - 长沙市湖南烈士公园

- 广东省
  - 广州市越秀公园
  - 深圳市仙湖植物园
  - 深圳国际园林花卉博览园
  - 深圳市莲花山公园

- 广西壮族自治区
  - 柳州市柳侯公园
  - 柳州市龙潭公园

- 重庆市
  - 南山植物园
  - 鹅岭公园
  - 重庆动物园

- 陕西省
  - 宝鸡市炎帝园

- 宁夏回族自治区
  - 银川市中山公园